# 长滩镇 (重庆市)
长滩镇，是中华人民共和国重庆市万州区下辖的一个乡镇级行政单位。

## 行政区划
长滩镇下辖以下地区：
长滩社区、龙泉社区、向家社区、林埸村、白岩村、草堂村、沙滩村、清河村、茶坪村、太白溪村、土门村、庙子村、天庆村和红石村。